# Hadamar-Prozess
Der Hadamar Prozess (United States of America v. Alfons Klein et al.) fand vom 8. bis 15. Oktober 1945 vor einem amerikanischen Militärtribunal in Wiesbaden gegen sieben angeklagte deutsche Zivilisten wegen der Ermordung von mehr als 400 Staatsangehörigen der Alliierten in der Tötungsanstalt Hadamar statt. Es war der erste amerikanische Euthanasie-Prozess in Deutschland zu Krankenmorden in der Zeit des Nationalsozialismus.

## Hintergrund

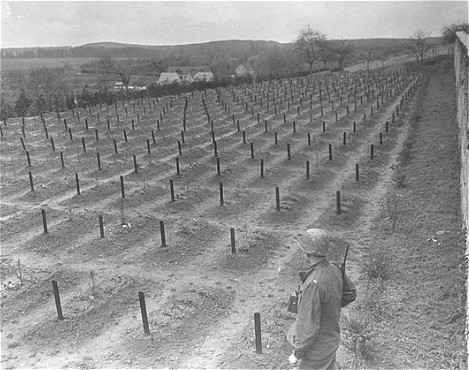
Friedhof nach der Befreiung, 5. April 1945

Als Ende März 1945 die Morde in der Tötungsanstalt von amerikanischen Truppen nach Hinweisen aus der Bevölkerung erkannt wurden, beabsichtigten die amerikanischen Besatzungsbehörden, einen Prozess gegen Ärzte, Pfleger und Verwaltungspersonal zu allen fast 15.000 Opfern zu führen. Da dies nach dem damaligen Völkerrecht nicht möglich war, wurde beschlossen, nur die an 476 polnischen und russischen tuberkulosekranken Zwangsarbeitern begangenen Taten durch ein amerikanisches Militärtribunal zu verfolgen. Die Ermordung von Zivilisten und Kriegsgefangenen stellte ein Kriegsverbrechen dar, das nach dem damaligen Rechtsverständnis von jedem Verbündeten strafrechtlich geahndet werden konnte. Die systematische Einweisung und umgehende Ermordung somatisch kranker ausländischer Zwangsarbeiter in Hadamar scheint – im Gegensatz zur sogenannten „Euthanasie“ an psychischen Patienten – ein nur für Hessen und Hadamar beobachtbares Vorgehen gewesen zu sein.
Sieben weitere Schwestern waren zwar festgenommen worden und hatten teilweise die Tötung deutscher psychisch erkrankter Patienten zugegeben, das war aber kein Verstoß gegen das damalige Kriegsvölkerrecht, so dass sie nicht angeklagt werden konnten. Ihre Freilassung führte später zu weitergehenden Ermittlungen hessischer Strafverfolgungsbehörden und in Folge auch 1947 zum Frankfurter Hadamar-Prozess vor dem Landgericht in Frankfurt am Main.
Gauleiter Jacob Sprenger, der die Verlegung der Zwangsarbeiter nach Hadamar angeordnet hatte, sowie Fritz Bernotat, der die Tötungen befohlen hatte, konnten nie vor Gericht gestellt werden. Sprenger beging am 7. Mai 1945 auf der Flucht Selbstmord und Bernotat tauchte unter dem Falschnamen Kallweit unter. Eine Anklage gegen den Leiter des Gau-Arbeitsamtes Rhein-Main Ernst Kretschmann und den Mediziner Hans Welcker, die die Überstellung der Erkrankten nach Hadamar betrieben und über deren Schicksal wussten, fand wegen Schwierigkeiten der Beweisführung nicht statt.

## Prozess

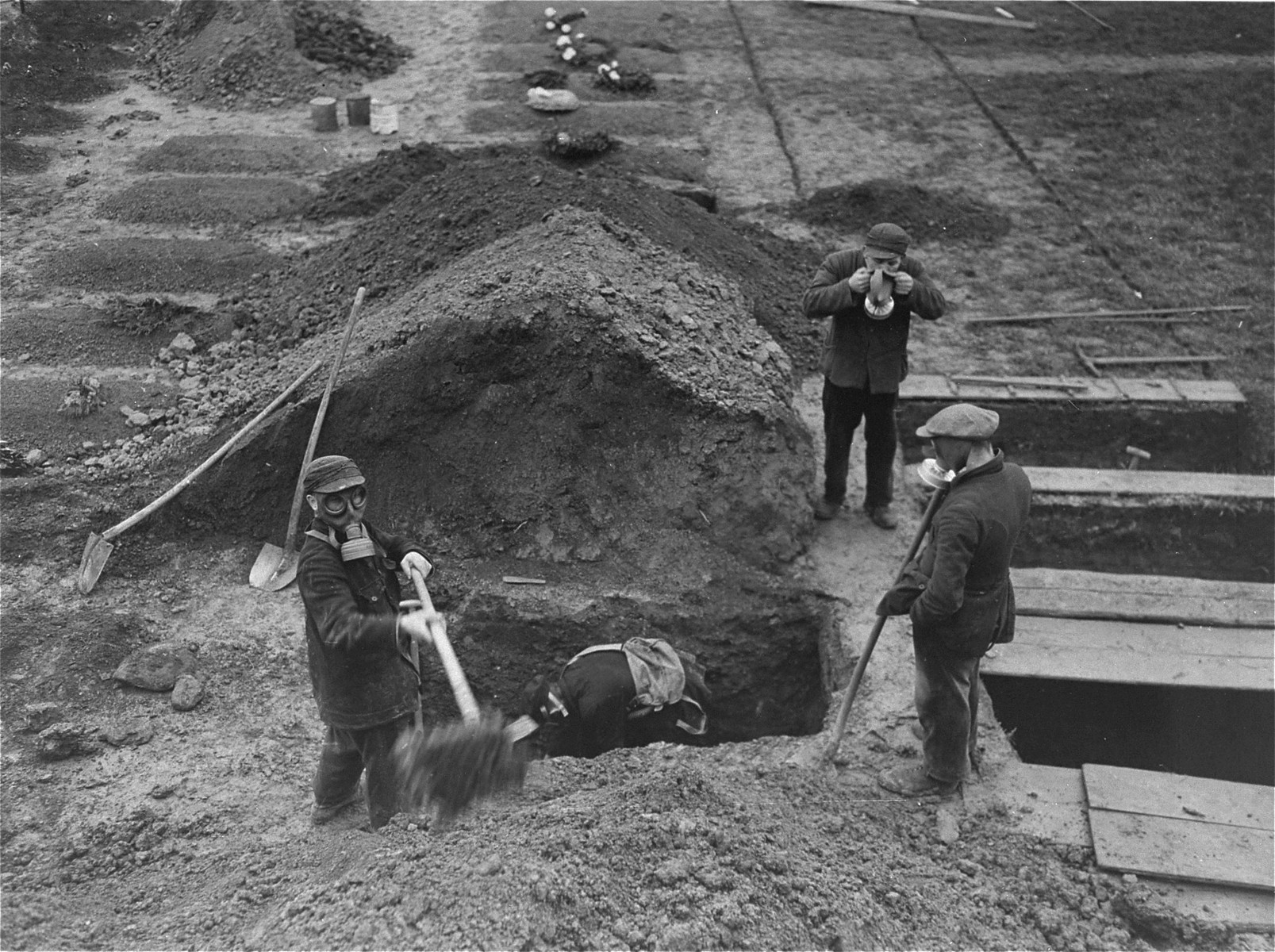
Exhumierung, 5. April 1945

Ankläger war Colonel Leon Jaworski, der spätere Sonderermittler in der Watergate-Affäre. In seiner Anklage legte er dar, dass Hadamar eine Mordfabrik (murder factory) gewesen war, in der sich die Angeklagten an dem durchorganisierten Tötungsvorgang (production line of death) beteiligt hatten. Die Beschuldigten waren der Leiter der Anstalt Alfons Klein, der Arzt der Anstalt Adolf Wahlmann, die zwei männlichen Pfleger Ruoff und Willig, die tödliche Medikamente verabreicht hatten, die Oberschwester Irmgard Huber, die die Medikamente ausgegeben hatte, der Angestellte Merkle, der die Todesursachen falsch dokumentiert hatte und der Friedhofsverwalter Blum.
Die Autopsie von sechs Opfern hatte ergeben, dass diese nicht an einer fortgeschrittenen Tuberkulose gelitten oder gar daran gestorben waren. Der Pathologe, Major Hermann Bolker, konnte ferner bezeugen, dass keine für die Tuberkulosebehandlung notwendigen Geräte (wie Röntgenapparat und Pneumothoraxmaschine) oder geeignete Medikamente gefunden worden waren. Die Verteidigung konnte den Sachverhalt der Morde nicht bestreiten und verlegte sich auf die Darlegung des guten Charakters der angeklagten Pflegekräfte, den mildernden Umstand, dass diese von ihrem Status her machtlos und daher weniger schuldfähig waren. Die infizierten Zwangsarbeiter wären sowieso gestorben und stellten eine zunehmende Bedrohung für die Gesundheit der Nation und ihrer Arbeiter dar. Ihre Tötung wäre daher nicht nur zulässig, sondern notwendig gewesen.
Hitlers Krankenmordermächtigung lag zum Prozesszeitpunkt nicht vor, ihre Existenz wurde aber vom Tribunal aufgrund von Zeugenaussagen angenommen. Eine Ermächtigung zur Tötung gegnerischer behinderter Staatsangehöriger oder gar von Tuberkulosekranken wurde darin vom Gericht nicht gesehen.
| Bild | Angeklagter                | Verteidiger     | Tatbeteiligung                                                       | Strafe               | Strafvollzug            |
| ---- | -------------------------- | --------------- | -------------------------------------------------------------------- | -------------------- | ----------------------- |
|      | Alfons Klein (1909–1946)   | Hans Laternser  | Verwaltungsleiter                                                    | Todesstrafe          | 14. März 1946 gehängt   |
|      | Adolf Wahlmann (1876–1956) | Rudolf Kupfer   | Chefarzt                                                             | Lebenslängliche Haft | Dezember 1952 entlassen |
|      | Heinrich Ruoff             | August Stempfel | Verabreichung                                                        | Todesstrafe          | 14. März 1946 gehängt   |
|      | Karl Willig                | August Stempfel | Verabreichung                                                        | Todesstrafe          | 14. März 1946 gehängt   |
|      | Adolf Merkle               | Kurt Kaufmann   | Fälschung von Todesumständen in Sterberegistern und Kondolenzbriefen | 35 Jahre Haft        | März 1950 entlassen     |
|      | Irmgard Huber (1901–1974)  | Kurt Kaufmann   | Medikamentenausgabe                                                  | 25 Jahre Haft        | Juli 1953 entlassen     |
|      | Philipp Blum               | Hans Laternser  | Bestattung                                                           | 30 Jahre Haft        | Februar 1954 entlassen  |

Das Urteil des Militärtribunals wurde zur Überprüfung dem kommandierenden General der 7. US-Armee und wegen der Todesurteile auch dem Kommandeur der US-Streitkräfte in Europa, Dwight D. Eisenhower, zur Überprüfung vorgelegt und bestätigt.

## Präzedenzfall und Folgeermittlungen
Dieser frühe Prozess stellte in mehrfacher Hinsicht einen wertvollen Präzedenzfall für die juristische Verfolgung von Kriegsverbrechen dar:
- Während deutsche Verbrechen gegen eigene (also deutsche) Staatsangehörige nicht unter die alliierte Rechtsprechung fielen, konnten Verbrechen an alliierten Staatsangehörigen und staatenlosen Opfern von Militärgerichten verfolgt werden.
- Die Anklage und Verurteilung von Zivilisten stellte insbesondere in den nachfolgenden Prozessen zu Fliegermorden durch Zivilisten einen Präzedenzfall dar.
- Zeugenaussagen zu nicht verfolgbaren Verbrechen an der deutschen Bevölkerung waren vor Gericht zulässig, um den Charakter einer Institution als verbrecherisches Unternehmen zu belegen. Dies erwies sich als wichtig, da oft nur wenige Patienten von Anstalten und Häftlinge von Lagern überlebten.
- Wie beim frühen britischen Bergen-Belsen-Prozess erwies sich die Anklagestrategie, die auf ein in gemeinschaftlicher Absicht (common intent in späteren Prozessen common design genannt) durchgeführtes kriminelles Unternehmen gerichtet war, als erfolgreich.[13]

Einen Tag nach Urteilsverkündung erstattete der stellvertretende Bürgermeister von Hadamar Anzeige bei der Staatsanwaltschaft in Limburg und im Dezember 1945 entschied das hessische Justizministerium, dass die Frankfurter Staatsanwaltschaft zentral zu den Krankenmorden in den nassauischen Anstalten ermitteln sollte. Im April 1946 wurde eine erste Anklageschrift, die nur vier Pflegerinnen von Hadamar betraf, vom Ministerium unter Hinweis auf die Rolle der Gemeinnützigen Stiftung für Anstaltspflege zurückgewiesen. Es wurden dann getrennte Strafprozesse zu Hadamar wegen der von den Amerikanern nicht verhandelten Morde sowie zu den Einrichtungen Eichberg und Kalmenhof vor Gericht in Frankfurt verhandelt. Der Frankfurter Hadamar-Prozess  fand vom 24. Februar bis 26. März 1947 statt  Eine Reihe von Verfahren gegen Beschuldigte (u. a. gegen Herrmann Pfannmüller, Valentin Faltlhauser und Dietrich Allers) waren zuvor an andere Staatsanwaltschaften abgegeben worden.